# Sam Sullivan (homme politique)
Pour les articles homonymes, voir Sam Sullivan (homonymie) et Sullivan.
Sam Sullivan, O.C., né le 13 novembre 1959 à East Vancouver, est un  homme politique canadien de la Colombie-Britannique.

## Biographie
Il devient tétraplégique à la suite d'un accident de ski à l'âge de 19 ans. 
Il entre au conseil municipal de Vancouver en 1993, ce qui en fait à l'heure actuelle le conseiller municipal de Vancouver ayant servi le plus longtemps jusqu'en 2013. Il est maire de 2005 à 2008.
Lors de l'élection britanno-colombienne du 14 mai 2013, Sam Sullivan est élu député de Vancouver-False Creek sous la bannière du Parti libéral avec 56 % du vote contre les cinq autres candidats.

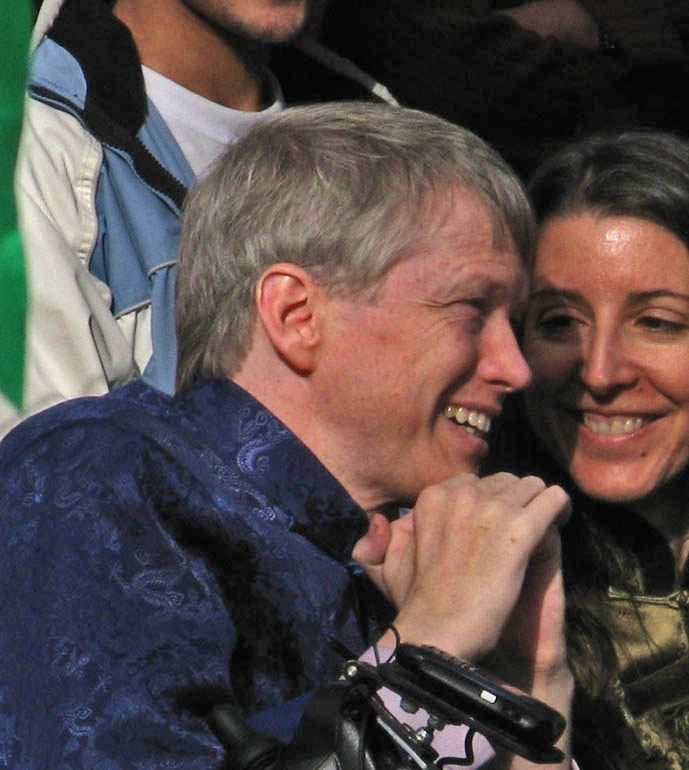
Sam Sullivan en février 2007